# Iroda Tulyaganova
Iroda Tulyaganova (Tashkent, 7 de janeiro de 1982) é uma ex-tenista profissional usbeque.

## WTA finais

### Simples: 7 (3–4)
| Legenda: Antes de 2009 | Legenda: Depois de 2009 |
| ---------------------- | ----------------------- |
| Grand Slam (0)         |                         |
| Olimpíadas (0)         |                         |
| WTA Championships (0)  |                         |
| Tier I (0)             | Premier Mandatory (0)   |
| Tier II (0)            | Premier 5 (0)           |
| Tier III (1-1)         | Premier (0)             |
| Tier IV & V (2-3)      | International (0)       |

| Resultado | N. | Data             | Campeonato            | Piso   | Oponente            | Placar        |
| --------- | -- | ---------------- | --------------------- | ------ | ------------------- | ------------- |
| Campeã    | 1. | 18 Junho 2000    | Tashkent, Uzbequistão | Duro   | Francesca Schiavone | 6–3, 2–6, 6–3 |
| Vice      | 1. | 22 Outubro 2000  | Shanghai, China       | Duro   | Meghann Shaughnessy | 6(2)–7, 5–7   |
| Campeã    | 2. | 15 Julho 2001    | WTA de Viena, Áustria | Saibro | Patty Schnyder      | 6–3, 6–2      |
| Campeã    | 3. | 22 Julho 2001    | Knokke-Heist, Bélgica | Saibro | Gala León García    | 6–2, 6–3      |
| Vice      | 2. | 16 Junho 2002    | WTA de Viena, Áustria | Saibro | Anna Smashnova      | 4–6, 1–6      |
| Vice      | 3. | 9 Fevereiro 2003 | Hyderabad, Índia      | Duro   | Tamarine Tanasugarn | 4–6, 4–6      |
| Vice      | 4. | 8 Outubro 2006   | Tashkent, Uzbequistão | Duro   | Sun Tiantian        | 2–6, 4–6      |

### Duplas: 7 (4-3)
| Legenda: Antes de 2009 | Legenda: Depois de 2009 |
| ---------------------- | ----------------------- |
| Grand Slam (0)         |                         |
| Olimpíadas (0)         |                         |
| WTA Championships (0)  |                         |
| Tier I (0-1)           | Premier Mandatory (0)   |
| Tier II (0)            | Premier 5 (0)           |
| Tier III (1-0)         | Premier (0)             |
| Tier IV & V (3-2)      | International (0)       |

| Resultado | N. | Data             | Campeonato              | Piso   | Parceira           | Oponente                              | Placar              |
| --------- | -- | ---------------- | ----------------------- | ------ | ------------------ | ------------------------------------- | ------------------- |
| Vice      | 1. | 14 Maio 2000     | Warsaw, Polônia         | Saibro | Anna Zaporozhanova | Tathiana Garbin Janette Husárová      | 3–6, 1–6            |
| Vice      | 2. | 18 Junho 2000    | Tashkent, Uzbequistão   | Duro   | Anna Zaporozhanova | Li Na Li Ting                         | 6–3, 2–6, 4–6       |
| Campeã    | 1. | 23 Julho 2000    | Knokke-Heist, Bélgica   | Saibro | Giulia Casoni      | Catherine Barclay Eva Dyrberg         | 2–6, 6–4, 6–4       |
| Vice      | 3. | 4 Fevereiro 2001 | Toquio, Jaão            | Duro   | Anna Kournikova    | Lisa Raymond Rennae Stubbs            | 6(5)–7, 6–2, 6(6)–7 |
| Campeã    | 2. | 27 Maio 2001     | Strasbourg, França      | Saibro | Silvia Farina Elia | Amanda Coetzer Lori McNeil            | 6–1, 7–6(0)         |
| Campeã    | 3. | 11 Novembro 2001 | Pattaya City, Tailândia | Duro   | Åsa Carlsson       | Liezel Huber Wynne Prakusya           | 4–6, 6–3, 6–3       |
| Campeã    | 4. | 9 Fevereiro 2003 | Hyderabad, Índia        | Duro   | Elena Likhovtseva  | Evgenia Kulikovskaya Tatiana Poutchek | 6–4, 6–4            |